# Tsatthoggua
Tsatthoggua byla německá black metalová kapela založená roku 1989 ve městě Marl pod názvem Dissection (nezaměňovat se švédskou death/black metalovou kapelou Dissection). V roce 1993 se přejmenovala.
Název pochází od mystické nadpřirozené stvůry jménem Tsathoggua z mýtů Cthulhu amerických spisovatelů Clarka Ashtona Smitha a H. P. Lovecrafta, která je popisována jako obrovská černá ropucha s křídly.
Kapela se orientovala na anti-křesťanství, dalšími tématy v tvorbě byly sadomasochismus a bondage. Vydala 4 dema a v roce 1996 první studiové album s názvem Hosanna Bizarre (pod francouzskou firmou Osmose Productions). V roce 1998 spatřila světlo světa druhá dlouhohrající deska nazvaná Trans Cunt Whip, o rok později singl German Black Metal a v roce 2000 se kapela rozpadla.
Skladba „Status Stürmer“ vyšla na CD kompilaci World Domination II z roku 1997 francouzského hudebního vydavatelství Osmose Productions.

## Diskografie

### Dema
- Maniac Depression (1990, ještě pod názvem Dissection)
- Unrecognizable Human Form (1992, ještě pod názvem Dissection)
- Hyperborea (1993, ještě pod názvem Dissection)
- Siegeswille (1995)

### Studiová alba
- Hosanna Bizarre (1996)
- Trans Cunt Whip (1998)[3]
- Extazia (nevydané CD)

### Singly
- German Black Metal (1999)